# آرنو بالیجون
آرنو بالیجون (انگلیسی: Arnaud Balijon؛ زادهٔ ۱۷ ژوئن ۱۹۸۳) بازیکن فوتبال اهل فرانسه است.
از باشگاه‌هایی که در آن بازی کرده‌است می‌توان به باشگاه فوتبال ستاره سرخ و باشگاه فوتبال استاد رنس اشاره کرد.